# Consejo Fiscal
El Consejo Fiscal es un órgano consultivo de la Ministerio Fiscal de España. Está constituido por el fiscal general del Estado, el teniente fiscal del Tribunal Supremo, el fiscal inspector jefe, y nueve vocales elegidos entre los miembros del Ministerio Fiscal. Tiene su sede en la de la Fiscalía General del Estado.

## Funciones
Entre sus principales funciones, el Consejo Fiscal:
- Asiste en sus funciones al fiscal general del Estado.
- Establece los criterios generales a seguir para asegurar la unidad de actuación del Ministerio Fiscal.
- Informa las propuestas de nombramientos de personal.
- Elabora informes para los ascensos.
- Resuelve expedientes disciplinarios, de mérito e incompatibilidades.
- Conoce los planes anuales de la Inspección Fiscal.
- Insta reformas para mejorar el servicio y ejercicio de la función fiscal.
- Conoce e informa de planes de formación y selección de fiscales.
- Informa los proyectos de ley o normas reglamentarias que afecten al Ministerio Fiscal.
- Se encarga de dirigir al fiscal general del Estado peticiones y solicitudes.[3]

## Constitución
Está constituido por el fiscal general del Estado –que ejerce de presidente–, el teniente fiscal del Tribunal Supremo y el fiscal inspector jefe, en condición de vocales natos, así como por nueve vocales elegidos entre los miembros del Ministerio Fiscal, en servicio activo y pertenecientes a cualquiera de sus categorías. 

## Órgano consultivo
En 2007, el Congreso de los Diputados aprobó que los informes del Consejo Fiscal dejaran de ser vinculantes para pasar a ser únicamente de carácter consultivo.